# サンドポイント駅
サンドポイント駅（英語:  Sandpoint station）は、アメリカ合衆国アイダホ州サンドポイント レイルロード・アベニュー450にある駅。 全米各地を結ぶ旅客鉄道のアムトラックが乗り入れている。

## 概要
当駅は、1916年にノーザン・パシフィック鉄道（NP）によって約25,000ドルの費用をかけて建設された。1973年に国家歴史登録財に登録された。

## 利用可能な鉄道路線／列車
アムトラックの停車する列車は下記の通り。
シカゴとシアトル / ポートランド間の夜行長距離列車エンパイア・ビルダー … 1往復/日 発着
※当駅にはシカゴ - シアトル間、シカゴ - ポートランド間の編成とも停車。ワシントン州のスポケーン駅にて連結および切り離しを行う。